# Dara (Mesopotâmia)
Dara ou Daras (em grego: Δάρας) foi uma importante cidade-fortaleza bizantina no norte da Mesopotâmia, na fronteira com o Império Sassânida. Devido à sua importância estratégica, aparece proeminentemente nos conflitos romano-persas no século VI, com a famosa batalha de Dara ocorrendo diante de seus muros em 530. Hoje a vila turca de Oğuz, na província de Mardin, ocupa sua localização.

## História

### Fundação por Anastácio
Durante a guerra Anastácia em 502-506, os exércitos bizantinos saíram-se mal contra os exércitos sassânidas. De acordo com a crônica siríaca de Zacarias de Mitilene, os generais bizantinos culparam suas dificuldades com a falta de uma base fonte na área, ao contrário dos persas, que mantinham a grande cidade de Nísibis (que até sua cessão em 363 tinha servido para o mesmo objetivo para os romanos).
Portanto, em 505, enquanto o xá Cavades I (r. 488-496; 498-531) estava distraído no Oriente, o imperador Anastácio I Dicoro (r. 491–518) decidiu reconstruir a vila de Dara, 18 quilômetros a oeste de Nísibis e apenas 5 quilômetros da fronteira com a Pérsia, para ser "um refúgio para o exército no qual podem descansar, e para a preparação de armas, e para guardar o país dos árabes das incursões dos persas e sarracenos". Pedreiros e trabalhadores de toda a Mesopotâmia foram reunidos e trabalharam com grande pressa. A nova cidade foi construída em três colinas, no alto da quais ficava a cidadela, e foi dotada de grandes armazéns, um banho público e cisternas d'água. Levou o nome de Anastasiópolis (em grego: Ἀναστασιούπολις) e tornou-se a sede do duque da Mesopotâmia.

### Reconstrução por Justiniano
De acordo com Procópio de Cesareia, a construção apressada dos muros originais resultou na baixa qualidade, e as condições climáticas severas da região exacerbaram o problema, ruindo algumas seções. Assim, o imperador Justiniano (r. 527–565) esteve compelido a realizar reparos extensivos na cidade, após o que renomeou-a como Justiniana Nova (em latim: Iustiniana Nova). Os muros foram reconstruídos e o muro interno elevado um andar, dobrando sua altura para ca. 20 m. As torres foram fortalecidas e elevadas em três andares de altura, e um fossa foi cavada e cheia d'água.
Os engenheiros de Justiniano também desviaram o próximo rio Cordes em direção à cidade, cavando um canal. O rio agora fluía através da cidade, garantindo amplo suprimento de água. Ao mesmo tempo, por meio de desviar seu fluxo para um canal subterrâneo que saiu 64 km ao norte, a guarnição foi capaz de negar água para um inimigo sitiante, fato que salvou a cidade em várias ocasiões. Para evitar o perigo de inundações, que já uma vez destruiu grandes partes da cidade, uma elaborada barragem em arco foi construída para contê-la, uma das mais antigas de seu tipo. Além disso, quartéis foram construídos para a guarnição, e duas novas igrejas foram construídas, a "Grande Igreja", e uma dedicada a São Bartolomeu.

### História posterior
A cidade foi depois sitiada e capturada pelos persas em 573-574, mas foi devolvida para os bizantinos por Cosroes II (r. 590–628) após o tratado romano-persa em 590. Foi tomada novamente por Cosroes II em 604-605 após um cerco de nove meses, restaurada ao Império Bizantino por Heráclio (r. 610–641), até ser finalmente capturada em 639 pelos árabes. Após a conquista muçulmana a cidade perdeu seu significado militar, declinou e foi eventualmente abandonada.